# Patrick Kammerbauer
Patrick Kammerbauer (* 11. Februar 1997 in Raitenbuch) ist ein deutscher Fußballspieler.

## Karriere

### Vereine
Kammerbauer begann seine Karriere in seinem Heimatort bei der DJK Raitenbuch. 2007 wechselte er zusammen mit seinem Zwillingsbruder David in die Jugend des 1. FC Nürnberg. Gemeinsam durchliefen sie dort die Jugendmannschaften. 2016 wurde jedoch nur Patrick mit einem weiteren Vertrag ausgestattet und trainierte fortan mit der Profimannschaft. Für die zweite Mannschaft kam er regelmäßig zum Einsatz; für die Profis debütierte er in der zweiten Bundesliga am 16. Oktober 2016, dem 9. Spieltag der Saison 2016/17, beim 3:0-Auswärtserfolg gegen den Karlsruher SC, als er in der dritten Minute der Nachspielzeit für Hanno Behrens eingewechselt wurde. Bei der 1:3-Auswärtsniederlage gegen den VfB Stuttgart am 14. Spieltag stand Kammerbauer erstmals in der Startelf. Sein erstes Profitor erzielte er am 19. Spieltag beim 3:2-Auswärtssieg in Heidenheim. Während sein Zwillingsbruder vorrangig als linker Verteidiger zum Einsatz kommt, ist Patrick Kammerbauer in der Defensive variabel einsetzbar, und konnte sich auch daher eher für die Profimannschaft empfehlen.

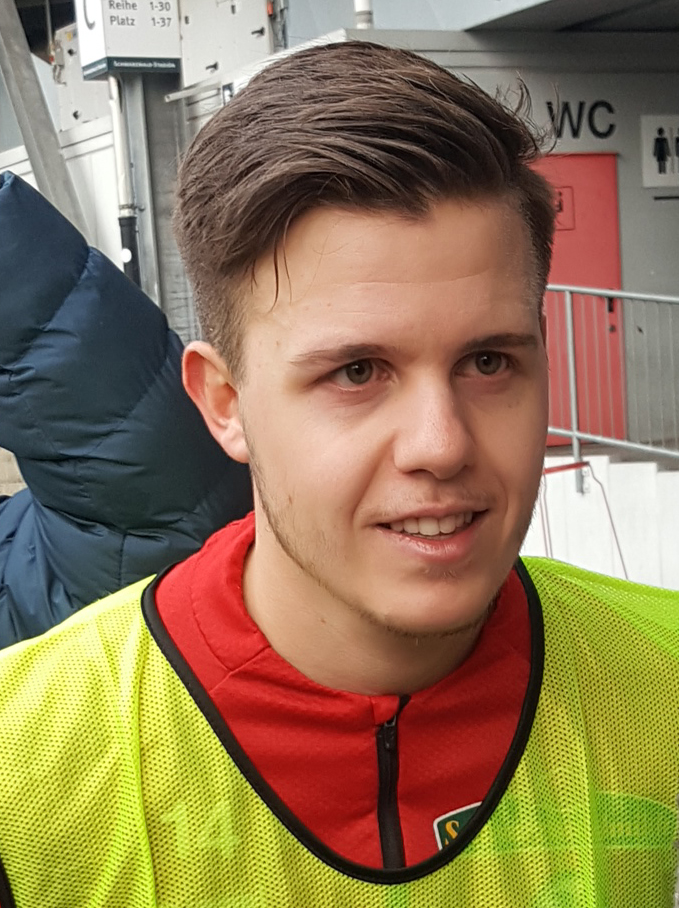
Patrick Kammerbauer für den SC Freiburg (2019)

Ende Januar 2018 wechselte er in die Bundesliga zum SC Freiburg. Dort gab er am 25. November 2018 (12. Spieltag) beim 1:1 gegen den SV Werder Bremen sein Bundesligadebüt, als er in der 89. Spielminute für Luca Waldschmidt eingewechselt wurde.
Im Januar 2019 wurde Kammerbauer für die folgenden anderthalb Jahre an den Zweitligisten Holstein Kiel verliehen. Kiel besaß über die Leihe hinaus eine Kaufoption. Bereits im Sommer 2019 kehrte der Mittelfeldspieler in den Breisgau zurück; er hatte lediglich vier Kurzeinsätze absolviert.
Ohne einen weiteren Einsatz wurde der Mittelfeldspieler Anfang September 2019 bis zum Ende der Saison 2019/20 an den Drittligisten Eintracht Braunschweig verliehen. Kammerbauer kam in 23 Partien auf wechselnden Mittelfeldpositionen zum Einsatz und bereitete einen Treffer vor. Nach dem direkten Aufstieg in die 2. Bundesliga verlängerte sich sein Leihvertrag per Klausel um ein weiteres Jahr. Nachdem er mit Braunschweig gleich wieder aus der 2. Bundesliga abgestiegen war, kehrte Kammerbauer nach Freiburg zurück, wo er zum Kader der in die 3. Liga aufgestiegenen zweiten Mannschaft gehörte. Nach dem Ende der Saison 2022/23 war Kammerbauer vereinslos, bis er im Januar 2023 am letzten Tag der Winterwechselperiode vom Drittligisten SC Verl verpflichtet wurde. Im folgenden Sommer wurde sein Vertrag in Verl verlängert.
Im Sommer 2025 wechselte er zum VfL Osnabrück.

### Nationalmannschaft
Kammerbauer durchlief zudem sämtliche Jugendnationalmannschaften ab der U15 bis zur U20 mit Ausnahme der U18. Mit der deutschen U17 nahm er 2014 an der Europameisterschaft in Malta teil. Die deutsche Auswahl schied mit nur einem Punkt in der Gruppenphase aus; Kammerbauer wurde nur im letzten Gruppenspiel bei der 0:1-Niederlage gegen Portugal eingesetzt, als er in der 67. Spielminute für Matthias Bader eingewechselt wurde.

## Erfolge
Eintracht Braunschweig
- Aufstieg in die 2. Bundesliga: 2020

## Familie
Sein Zwillingsbruder David war ebenfalls Juniorennationalspieler, kam anschließend aber nicht über Regionalligaeinsätze bei den Sportfreunden Siegen, dem SSV Ulm 1846 und den Stuttgarter Kickers hinaus.